# Плози (гміна Щитно)
Плози (пол. Płozy, нім. Plohsen) — село в Польщі, у гміні Щитно Щиценського повіту Вармінсько-Мазурського воєводства.
Населення — 412 осіб (2011).

## Демографія
Демографічна структура станом на 31 березня 2011 року:
|          | Загалом | Допрацездатний вік | Працездатний вік | Постпрацездатний вік |
| -------- | ------- | ------------------ | ---------------- | -------------------- |
| Чоловіки | 212     | 56                 | 146              | 10                   |
| Жінки    | 200     | 46                 | 128              | 26                   |
| Разом    | 412     | 102                | 274              | 36                   |